# Anita Rée
Anita Clara Rée (født 9. februar 1885 i Hamborg, død 12. december 1933 i Kampen på Sild) var en tysk maler.
Rée voksede op i en assimileret jødisk familie − hun blev døbt, konfirmeret og opdraget som protestant − og fik en for tiden typisk opdragelse og uddannelse for døtre 'fra gode hjem': klaverundervisning, sprog, litteratur og kunst i privatskole.
Hun modtog 1905 undervisning af Arthur Siebelist (de), og den tyske maler Max Liebermann opmuntrede hende til videre uddannelse. Vinteren 1912/13 var hun i Paris og stiftede bekendtskab med nøgenmaleri i kredsen omkring Fernand Léger.
1919 tilsluttede Rée sig 'Hamburgische Sezession', der måtte ophøre 1933 efter nazisternes Machtergreifung.
I begyndelsen af 1920'erne tilbragte hun et par år i den italienske by Positano, hvorfra maleriet "Hvide træer i Positano" fra 1925 stammer.
I Tyskland udførte Rée 1929 vægmalerier: Et til 'Lignelsen om de ti brudepiger' (Matt 25,1-13) for "Berufsschule für weibliche Angestellte", som først blev tildækket, siden overmalet.

Et andet eksisterer stadig: "Orpheus mit den Tieren" ('Orfeus med dyrene' (de).
Skønt Rée var døbt og konfirmeret, betragtede nazisterne hende som jøde, og hun endte med at tage sit eget liv i 1933 med en overdosis Veronal.
|  |  |

| - Selvportrætter af Anita Rée - Mellem 1905 og 1915 - 1905-07 - 1913 - 1915 - 1915 (samme ?) - Halvnøgen foran figenkaktus, 1922-25 - (anden farvenuance) - 1931 - 1932 |

| - Vægmalerier - 'Die klugen und die törichten Jungfrauen' på 'Schule Uferstraße Hamburg' ("De tåbelige og de kloge brudepiger") - "Orpheus mit den Tieren" ('Orfeus med dyrene') - Detalje |

| - Andre værker af Anita Rée - Stilleben med Hebbels dødsmaske, 1915 - Ung kinerer, 'Junger Chinese', 1919, Hamburger Kunsthalle - Dr. Albert Malte Wagner (de), 1920 - Carl Einstein (de), før 1921 - Slugt ved Pians, 'Schlucht bei Pians', 1921 - Stilleben, o. 1921 - Nøddetræer i Positano, 'Nussbäume in Positano', o. 1922 - Hvide træer i Positano, 'Weiße Bäume in Positano', 1925 - 'Teresina', 1925 - Hildegard Heise (de), 1928 - Halvnøgen kvinde, 'Weiblicher Halbakt', 1930 - Klitlandskab, 'Dünenlandschaft', 1932/1933 |